# ログヴォロド・フセスラヴィチ
ログヴォロド・フセスラヴィチ（あるいはボリス・フセスラヴィチ）（ロシア語: Рогволод Всеславич、1054年以前 - 1128年初頭）は、ポロツク公フセスラフの子である。なお、同じくフセスラフの子として言及されるボリスという人物と同一人物であるとされるが諸説ある。ポロツク公：1101年 - 1128年
（あるいはドルツク公：1101年 - 1127年、ポロツク公：1128年）。

## 生涯
ログヴォロドはポロツク公フセスラフの子の中でも年長の子であり、おそらく1054年以前に誕生した。父フセスラフの死亡した1101年よりポロツク公位を継いだ。V.タティーシェフ(ru)の説によれば、1102年のヤトヴャグ族への遠征から帰還した後、都市ボリソフ（現ベラルーシ・バルィサウ）を建設したとされる。また、おそらく1106年にはゼムガルィ族(ru)への遠征を行い、失敗に終わっている。『聖女イェフロシニア伝(ru)』には、1120年頃のポロツク公であり、救世主修道院(ru)建設に関与したことが記されている。また、「ボリスの石」と呼ばれる、彫刻を施された巨石が数点発見されているが、これらはログヴォロド（＝ボリス）の政策によるものであるとされている。ボリスの石は、ポロツク公の統治下における、各都市の自治権の拡大を示しているという説がある。
1128年の初頭に死亡し、ポロツク公位は、年功序列に従って（年長のグレプ、ロマンは既に死亡していた）、ダヴィドの手中に渡った。

## 妻子
妻の名は不明。子には以下の人物がいる。
- ログヴォロド - ポロツク公、ドルツク公
- イヴァン
- ズヴェニスラヴァ - 修道女